# Buchanania lancifolia
Buchanania lancifolia är en sumakväxtart som beskrevs av William Roxburgh. Buchanania lancifolia ingår i släktet Buchanania och familjen sumakväxter. Inga underarter finns listade i Catalogue of Life.